# Ордынское
Орды́нское (распространённый вариант названия — «Ордынск», в разговорной речи также — «Ордынка») — посёлок городского типа в России, административный центр Ордынского района Новосибирской области.
Образует муниципальное образование рабочий посёлок Ордынское со статусом городского поселения как единственный населённый пункт в его составе.
Посёлок расположен на берегу Новосибирского водохранилища, в 103 км к югу от города Новосибирска. Через населённый пункт проходит автодорога Р380, связывающая его с Новосибирском и Барнаулом.

## Этимология
Название от гидронима Орда, которое связывают с тюркским «орда» — «лагерь хана», хотя, по мнению И. А. Воробьёвой, оно может быть образовано и от тюркского «ор» — «яма, ров, вал со рвом, укрепление».

## История
Ордынское было основано русскими переселенцами из европейской части России при слиянии рек Обь и Орда в начале XVIII века, первое письменное упоминание относится к 1721 году.
В 1816 году на подробной карте Колывано-Вознесенской горной округи присутствует Ординска.
К началу XX века Ордынское стало одним из крупнейших и богатейших сёл Томской губернии (было центром Ординской волости в составе Барнаульского уезда, ранее — Барнаульского округа). Село специализировалось на выращивании пшеницы, ржи, производстве масла, животноводстве. В среднем на один двор приходилось 6 голов крупного рогатого скота, 6 лошадей, 7 овец. В 1917 году население Ордынского насчитывало около 5000 человек. Село было застроено в основном двухэтажными деревянными домами. В 1918 году в селе появилась больница — первая на территории современного Ордынского района. В 1934 году в Ордынском, которое к тому времени стало районным центром, стала выходить районная газета. В 1936 году в селе появилась библиотека.
В 1920-1930-е гг. административное подчинение села менялось несколько раз.
В январе 1950 года Совет министров СССР принял решение о подготовке к строительству Новосибирской ГЭС. В связи с этим, в частности, планировалось затопление части территории районного центра и соответственно — массовое переселение местных жителей на новое место. На новую территорию было перенесено более 11 тысяч различных построек. В их числе — 10 промышленных, строительных и транспортных предприятий, 4 школы, 8 медицинских учреждений, 30 магазинов, столовых, складов, 2264 частных дома, все здания государственных и общественных учреждений, детские сады, библиотеки. Это событие пришлось на 1956 год, считающийся сегодня датой второго рождения Ордынского.
В 1958 году открыт районный Дом культуры. В 1962 году село Ордынское было преобразовано в рабочий посёлок Ордынское. В 1986 году в посёлке появились музей и картинная галерея.

## Население
| 1917    | 1959    | 1970    | 1979  | 1989  | 2002    | 2007    |
| ------- | ------- | ------- | ----- | ----- | ------- | ------- |
| 5000    | ↗5557   | ↗7677   | ↗8986 | ↗9505 | ↗10 448 | ↗10 465 |
| 2009    | 2010    | 2012    | 2013  | 2014  | 2015    | 2016    |
| ↗10 780 | ↘10 256 | ↘10 055 | ↘9831 | ↘9662 | ↘9589   | ↗9616   |
| 2017    | 2018    | 2019    | 2020  | 2021  |         |         |
| ↗9727   | ↗9835   | ↗9874   | ↗9934 | ↘9455 |         |         |

### Гендерный состав
По данным переписи населения в 2010 году в Ордынском проживало 10 256 жителей, из них 4679 мужчин, 5571 женщина. На 100 женщин приходилось 84 мужчины.

## Климат
В Ордынском континентальный климат.
| Показатель              | Янв.  | Фев. | Март | Апр. | Май  | Июнь | Июль | Авг. | Сен. | Окт. | Нояб. | Дек.  | Год |
| ----------------------- | ----- | ---- | ---- | ---- | ---- | ---- | ---- | ---- | ---- | ---- | ----- | ----- | --- |
| Средняя температура, °C | −15,2 | −16  | −7   | 2,5  | 11,1 | 16,9 | 19,3 | 17,0 | 10,7 | 3,0  | −6,5  | −13,2 | 2,0 |
| Источник: World Climate |       |      |      |      |      |      |      |      |      |      |       |       |     |

## Транспорт
Из Новосибирска до Ордынского ходят автобусы, а также транзитные автобусы Новосибирск — Камень-на-Оби, Новосибирск — Яровое.
Расстояние до ближайшей железнодорожной станции — 97 километров.
В Ордынском действует временная переправа через водохранилище в село Нижнекаменка. В летнее и осеннее время работает водная, а зимой — ледовая.

## Достопримечательности
Достопримечательностей в Ордынском немного. К ним можно отнести Ордынский краеведческий музей и комплекс археологических памятников в окрестностях посёлка.
Ордынский краеведческий музей располагается в отдельном здании (по адресу ул. Революции, 15), которое построено в 1985 году по типовому проекту районных музеев. Открыт для посетителей в 1986 году. Основатель музея — краевед Шапкина Анна Яковлевна. Экспозиционно-выставочная площадь — 586 м². По данным на 2002 год содержит 3289 экспонатов, из них 3121 относятся к объектам основного фонда. Штат сотрудников музея — 5 человек.
На первом этаже музея содержатся материалы по истории Ордынского района, археологические предметы, найденные в раскопках на территории района и охватывающие период от неолита до Сибирского ханства, а также останки доисторических животных, этнографические материалы, материалы, рассказывающие об участии ордынцов в Великой Отечественной войне. Основные исторические памятники:
- бивень и зубы мамонта,
- часть черепа бизона,
- рог тура,
- керамика бронзового и железного века,
- медный казан Сибирского ханства,
- деревянная резная кружка XIX века,
- ручной деревянный ткацкий станок 1886 года в рабочем состоянии,
- антикварный письменный стол и стул, принадлежавшие купцу Куткину,
- указ о приписании ордынских крестьян к Колывано-Воскресенским заводам,
- фотодокументы о партизанском движении в годы Гражданской войны, об участии в Великой Отечественной войне,
- фронтовые письма ордынских бойцов,
- коллекция монет «Красная книга» — 58 штук[5][26][27].

На втором этаже музея представлена коллекция живописных и графических работ художников Новосибирска и Новосибирской области. Среди них: литографии новосибирского художника Владимира Колесникова, посвящённые покорению Сибири Ермаком: «Набег Маметкуля», «Вручение Ермаку грамоты от Строганова», «Строительство чусовских городов»; работа керамистов Людмилы и Геннадия Шляго «Обские просторы». В музее регулярно проходят выставочные проекты, организуется экскурсия под названием «Ордынский район в прошлом и настоящем».
Ткацкий станок, представленный в краеведческом музее, был подарен Нетучаевой П. В., которая выткала свой последний холст уже в музее.
Близ села находится комплекс археологических памятников кузнецко-алтайской культуры эпохи неолита. При раскопках был найден могильник, в котором вместе с человеческими останками обнаружены костяные и кремнёвые орудия, а также череп лебедя. Данная находка подтверждает гипотезу, что в то время существовал культ птицы.
Рядом с рыбзаводом обнаружено поселение железного века.

## Известность в Рунете
Посёлок Ордынское получил известность в Рунете как место действия видеороликов блогера Дэна Дыркина (настоящее имя Денис Морозов), именующего себя «Великим Фунфурье». Его влог носит пародийный характер и посвящается употреблению суррогатов алкоголя.